# Tomás el Nitri
Tomás Francisco Lázaro de la Santa Trinidad Ortega López, né à El Puerto de Santa María (Andalousie, Espagne) le 17 décembre 1838 et mort à Jerez de la Frontera (Andalousie) le 2 novembre 1877, et connu sous le nom de El Nitri, est un chanteur gitan de flamenco.

## Biographie
Il est neveu de Francisco Ortega Vargas (Fillo), lui-même chanteur. 
Artiste exceptionnel, il est une grande figure de son époque et reçoit la Clef d'or du chant. Il est considéré comme le concurrent de Silverio Franconetti et un des interprètes les plus  complets et importants du cante (chant) flamenco.
Une tertulia flamenca porte son nom à El Puerto de Santa María.